# جین هارمن
جین مارگارت لیکس هارمن (به انگلیسی: Jane Margaret Lakes Harman) مشهور به جین هارمن، متولد ۱۹۴۵ ایالت نیویورک، نمایندهٔ ۷ دوره از منطقه ۳۶ (لس‌آنجلس) از ایالت کالیفرنیا در مجلس نمایندگان ایالات متحده آمریکا است.

## زندگی‌نامه
او دانش‌آموختهٔ حقوق از دانشگاه هاروارد است. گفته شده او دومین فرد ثروتمند عضو مجلس آمریکاست. او با کمیته روابط عمومی آمریکا و اسرائیل نیز روابط تنگاتنگی دارد.

## حمایت از تجزیهٔ ایران

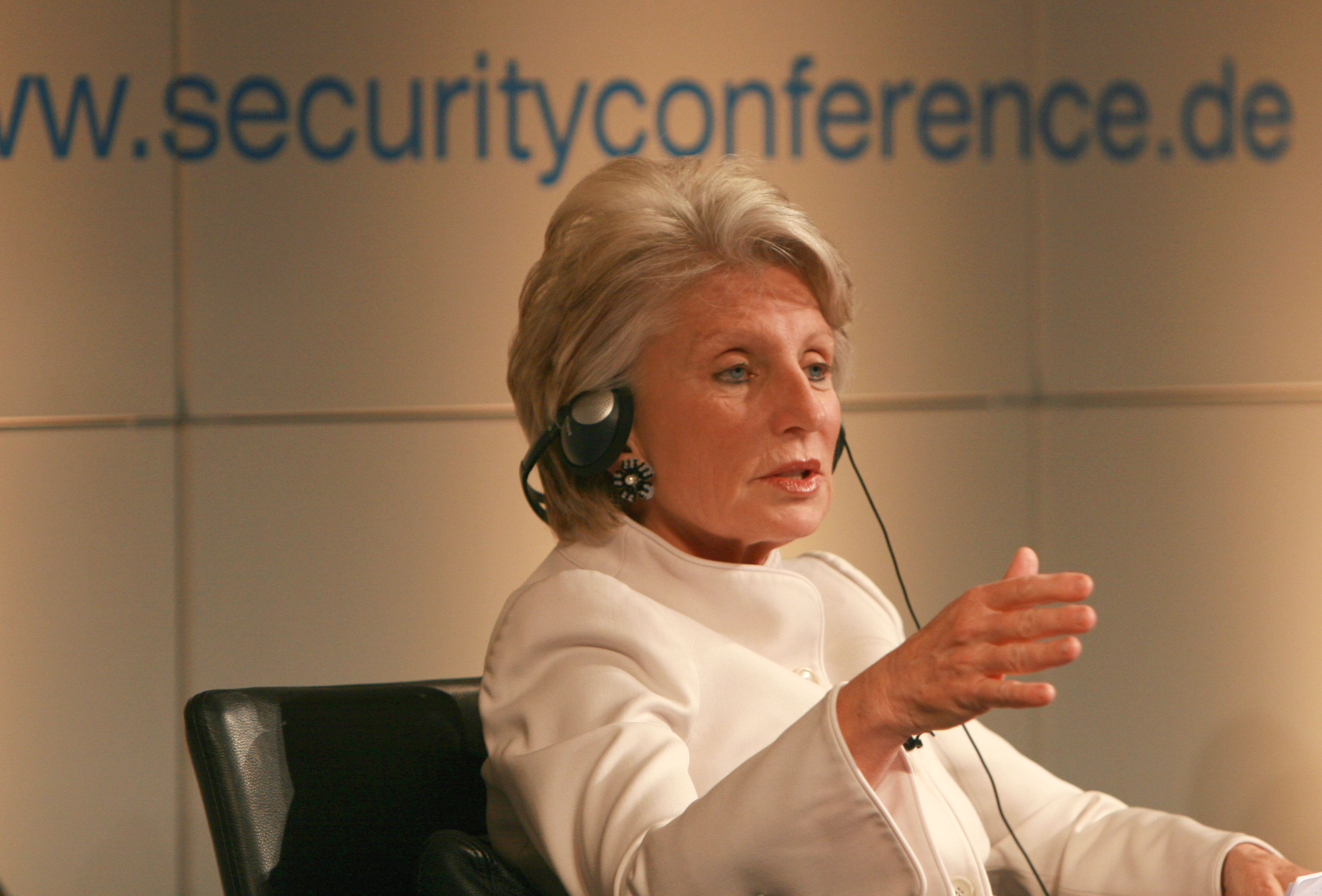

در می ۲۰۰۹، هارمن در اظهاراتی خواستار تجزیهٔ قومی ایران به عنوان راه‌حلی برای برقراری حقوق بشر در ایران شد. او متذکر شد:
قوم فارس در ایران در اکثریت نیست؛ بلکه ایران یک جامعهٔ متکثر است. گروه‌های قومی متعدد، متنوع، و ناسازگاری در جامعهٔ ایران وجود دارند؛ و یک راه‌حل بدیهی، که راه‌حل خوبی هم به‌ نظر من هست، جداسازی این گروه‌های قومی از یکدیگر است.
اظهارات هارمن با واکنشهایی نیز روبرو شد، اما چند روز بعد از شورای ملی ایرانیان آمریکا عذرخواهی نمود.